# Pas Zachodni
Pas Zachodni (kat. Franja de Ponent, wym. [ˈfranʒə dəpuˈnεn]) – katalońskojęzyczny obszar w formie południkowego pasa wzdłuż wschodniej granicy wspólnoty autonomicznej Aragonii w Hiszpanii. Administracyjnie należy do comarek: Ribagorza (kat. Ribagorça), La Litera/La Llitera, Bajo Cinca/Baix Cinca, Bajo Aragón-Caspe/Baix Aragó-Casp, Matarraña/Matarranya i Bajo Aragón (kat. Baix Aragó).

## Historia

Położenie Pasa Zachodniego na mapie Hiszpanii względem innych krain języka katalońskiego

Pas Zachodni zalicza się do ziem Korony Aragońskiej. W jej ramach podlegał na przemian Aragonii właściwej i Katalonii. Po definitywnym przyłączeniu Królestwa Aragonii do Hiszpanii, w 1833 r. przeprowadzono nowy podział administracyjny zrywający tradycyjne więzi kulturalne i językowe. W wyniku tego Pas Zachodni przyłączono do trzech prowincji aragońskich: Huesca, Saragossa i Teruel.
W zakresie administracji kościelnej, Pas Zachodni do połowy XX w. należał prawie w całości do diecezji Lleida, Tortosa i Urgell, podległych katalońskiej metropolii tarragońskiej. Starania biskupów aragońskich doprowadziły jednak do przyłączenia wszystkich parafii leżących w Aragonii do diecezji Saragossa i Barbastro-Monzón, zwykle przy sprzeciwie wiernych. Zmiany te doprowadziły do trwającego nadal konfliktu o prawo własności zbiorów muzeum diecezjalnego w Lleidzie.

## Język kataloński
W chwili obecnej nadal ponad 90% mieszkańców tego obszaru deklaruje rozumienie języka katalońskiego, ponad 80% – umiejętność mówienia w tym języku. Z tego powodu Pas Zachodni zalicza się do krajów katalońskich.
Język kataloński nie jest urzędowym w Aragonii, chociaż prawo aragońskie gwarantuje jego ochronę. Katalończycy zwracają uwagę, że podział administracyjny Aragonii temu nie sprzyja (gminy katalońskojęzyczne są połączone w comarki z gminami hiszpańsko- i aragońskojęzycznymi) i postulują jego zmianę. Obecnie 4 comarki są oficjalnie dwujęzyczne i posiadają urzędowe nazwy dwujęzyczne (patrz wyżej). W kortezach Aragonii trwają od wielu lat spory o ustawę o językach, która miałaby nadać katalońskiemu status oficjalnego.